# Wahlkreis Pavia (Camera dei deputati)
Der Wahlkreis Pavia war von 1993 bis 2007 und ist seit 2017 wieder ein Wahlkreis (italienisch collegio elettorale) für die Wahl der Abgeordnetenkammer.

## Von 1993 bis 2005

### Wahlkreisgebiet
Der Wahlkreis umfasste 36 Gemeinden: Albuzzano, Bascapè, Belgioioso, Borgarello, Bornasco, Ceranova, Certosa di Pavia, Chignolo Po, Copiano, Corteolona, Cura Carpignano, Filighera, Genzone, Gerenzago, Giussago, Inverno e Monteleone, Landriano, Lardirago, Linarolo, Magherno, Marzano, Miradolo Terme, Pavia, Roncaro, San Genesio ed Uniti, Sant’Alessio con Vialone, Santa Cristina e Bissone, Siziano, Torre d’Arese, Torre de’ Negri, Torrevecchia Pia, Valle Salimbene, Vidigulfo, Villanterio, Vistarino und Zeccone.

### Wahlergebnisse

#### Parlamentswahl 1994

##### Direktstimmen
| Kandidaten               | Kandidaten          | Parteien                                 | Stimmen | %    |
| ------------------------ | ------------------- | ---------------------------------------- | ------- | ---- |
|                          | Enzo Ravettagewählt | Polo delle Libertà (FI – LN – CCD – UdC) | 54.626  | 52,7 |
|                          | Giorgio Boatti      | Progressisti                             | 25.142  | 24,3 |
|                          | Pierino Costa       | Patto per l’Italia                       | 11.854  | 11,4 |
|                          | Stefano Losurdo     | Alleanza Nazionale                       | 7.157   | 6,9  |
|                          | Pierpaolo Righetti  | Lista Marco Pannella – Riformatori       | 4.885   | 4,7  |
| Gesamt                   | Gesamt              | Gesamt                                   | 103.664 | 100  |
|                          |                     |                                          |         |      |
| Ungültige Stimmen        | Ungültige Stimmen   | Ungültige Stimmen                        | 6.570   | 6,0  |
| Wähler                   | Wähler              | Wähler                                   | 110.234 | 93,1 |
| Wahlberechtigte          | Wahlberechtigte     | Wahlberechtigte                          | 118.451 |      |
|                          |                     |                                          |         |      |
| Quelle: Innenministerium |                     |                                          |         |      |

##### Listenstimmen
| Parteien                             | Parteien             | Parteien                           | Stimmen | %    |
| ------------------------------------ | -------------------- | ---------------------------------- | ------- | ---- |
|                                      | Polo delle Libertà   | Forza Italia                       | 31.131  | 29,7 |
| Lega Nord                            | Polo delle Libertà   | 20.097                             | 19,2    |      |
| ↳ Gesamt                             | Polo delle Libertà   | 51.228                             | 48,9    |      |
|                                      | Progressisti         | Partito Democratico della Sinistra | 16.546  | 15,8 |
| Partito della Rifondazione Comunista | Progressisti         | 6.349                              | 6,1     |      |
| Alleanza Democratica                 | Progressisti         | 1.822                              | 1,7     |      |
| Partito Socialista Italiano          | Progressisti         | 1.707                              | 1,6     |      |
| La Rete                              | Progressisti         | 1.306                              | 1,2     |      |
| ↳ Gesamt                             | Progressisti         | 27.730                             | 26,5    |      |
|                                      | Patto per l’Italia   | Partito Popolare Italiano          | 11.778  | 11,2 |
|                                      | Alleanza Nazionale   | Alleanza Nazionale                 | 6.535   | 6,2  |
|                                      | Lista Marco Pannella | Lista Marco Pannella               | 5.749   | 5,5  |
|                                      | Lega Alpina Lumbarda | Lega Alpina Lumbarda               | 1.678   | 1,6  |
| Gesamt                               | Gesamt               | Gesamt                             | 104.698 | 100  |
|                                      |                      |                                    |         |      |
| Ungültige Stimmen                    | Ungültige Stimmen    | Ungültige Stimmen                  | 5.535   | 5,0  |
| Wähler                               | Wähler               | Wähler                             | 110.233 | 93,1 |
| Wahlberechtigte                      | Wahlberechtigte      | Wahlberechtigte                    | 118.451 |      |
|                                      |                      |                                    |         |      |
| Quelle: Innenministerium             |                      |                                    |         |      |

#### Parlamentswahl 1996

##### Direktstimmen
| Kandidaten               | Kandidaten                       | Parteien            | Stimmen | %    |
| ------------------------ | -------------------------------- | ------------------- | ------- | ---- |
|                          | Stefano Losurdogewählt           | Polo per le Libertà | 40.017  | 39,9 |
|                          | Virginio Rognoni                 | L’Ulivo             | 38.082  | 38,0 |
|                          | Archimede Luciano Carlo Bontempi | Lega Nord           | 22.200  | 22,1 |
| Gesamt                   | Gesamt                           | Gesamt              | 100.299 | 100  |
|                          |                                  |                     |         |      |
| Ungültige Stimmen        | Ungültige Stimmen                | Ungültige Stimmen   | 7.966   | 7,4  |
| Wähler                   | Wähler                           | Wähler              | 108.265 | 90,8 |
| Wahlberechtigte          | Wahlberechtigte                  | Wahlberechtigte     | 119.180 |      |
|                          |                                  |                     |         |      |
| Quelle: Innenministerium |                                  |                     |         |      |

##### Listenstimmen
| Parteien                                          | Parteien                       | Parteien                           | Stimmen | %    |
| ------------------------------------------------- | ------------------------------ | ---------------------------------- | ------- | ---- |
|                                                   | Polo per le Libertà            | Forza Italia                       | 26.424  | 26,0 |
| Alleanza Nazionale                                | Polo per le Libertà            | 12.166                             | 11,9    |      |
| CCD – CDU                                         | Polo per le Libertà            | 4.267                              | 4,2     |      |
| ↳ Gesamt                                          | Polo per le Libertà            | 42.857                             | 42,1    |      |
|                                                   | L’Ulivo                        | Partito Democratico della Sinistra | 16.849  | 16,5 |
| Popolari per Prodi (PPI – SVP – PRI – UD – Prodi) | L’Ulivo                        | 5.818                              | 5,7     |      |
| Rinnovamento Italiano                             | L’Ulivo                        | 5.173                              | 5,1     |      |
| Federazione dei Verdi                             | L’Ulivo                        | 2.882                              | 2,8     |      |
| ↳ Gesamt                                          | L’Ulivo                        | 30.722                             | 30,2    |      |
|                                                   | Lega Nord                      | Lega Nord                          | 20.041  | 19,7 |
|                                                   | Partito Rifondazione Comunista | Partito Rifondazione Comunista     | 8.204   | 8,1  |
| Gesamt                                            | Gesamt                         | Gesamt                             | 101.824 | 100  |
|                                                   |                                |                                    |         |      |
| Ungültige Stimmen                                 | Ungültige Stimmen              | Ungültige Stimmen                  | 6.445   | 6,0  |
| Wähler                                            | Wähler                         | Wähler                             | 108.269 | 90,8 |
| Wahlberechtigte                                   | Wahlberechtigte                | Wahlberechtigte                    | 119.180 |      |
|                                                   |                                |                                    |         |      |
| Quelle: Innenministerium                          |                                |                                    |         |      |

#### Parlamentswahl 2001

##### Direktstimmen
| Kandidaten               | Kandidaten                 | Parteien           | Stimmen | %    |
| ------------------------ | -------------------------- | ------------------ | ------- | ---- |
|                          | Stefano Losurdogewählt     | Casa delle Libertà | 49.592  | 50,3 |
|                          | Piera Capitelli            | L’Ulivo            | 39.638  | 40,2 |
|                          | Andrea Giuseppe Capodaglio | Lista Di Pietro    | 4.766   | 4,8  |
|                          | Lara Arosio                | Lista Emma Bonino  | 4.597   | 4,7  |
| Gesamt                   | Gesamt                     | Gesamt             | 98.593  | 100  |
|                          |                            |                    |         |      |
| Ungültige Stimmen        | Ungültige Stimmen          | Ungültige Stimmen  | 8.092   | 7,6  |
| Wähler                   | Wähler                     | Wähler             | 106.685 | 87,6 |
| Wahlberechtigte          | Wahlberechtigte            | Wahlberechtigte    | 121.729 |      |
|                          |                            |                    |         |      |
| Quelle: Innenministerium |                            |                    |         |      |

##### Listenstimmen
| Parteien                               | Parteien                             | Parteien                             | Stimmen | %    |
| -------------------------------------- | ------------------------------------ | ------------------------------------ | ------- | ---- |
|                                        | Casa delle Libertà                   | Forza Italia                         | 34.596  | 34,9 |
| Alleanza Nazionale                     | Casa delle Libertà                   | 9.163                                | 9,2     |      |
| Lega Nord                              | Casa delle Libertà                   | 6.893                                | 7,0     |      |
| CCD – CDU                              | Casa delle Libertà                   | 1.684                                | 1,7     |      |
| ↳ Gesamt                               | Casa delle Libertà                   | 52.336                               | 52,8    |      |
|                                        | L’Ulivo                              | Democratici di Sinistra              | 18.409  | 18,6 |
| La Margherita (Dem – PPI – RI – Udeur) | L’Ulivo                              | 9.833                                | 9,9     |      |
| Il Girasole (FdV – SDI)                | L’Ulivo                              | 2.650                                | 2,7     |      |
| Partito dei Comunisti Italiani         | L’Ulivo                              | 1.309                                | 1,3     |      |
| ↳ Gesamt                               | L’Ulivo                              | 32.201                               | 32,5    |      |
|                                        | Partito della Rifondazione Comunista | Partito della Rifondazione Comunista | 5.854   | 5,9  |
|                                        | Lista Di Pietro                      | Lista Di Pietro                      | 4.088   | 4,1  |
|                                        | Lista Emma Bonino                    | Lista Emma Bonino                    | 3.234   | 3,3  |
|                                        | Democrazia Europea                   | Democrazia Europea                   | 1.168   | 1,2  |
|                                        | Paese Nuovo                          | Paese Nuovo                          | 176     | 0,2  |
|                                        | Abolizione Scorporo                  | Abolizione Scorporo                  | 83      | 0,1  |
| Gesamt                                 | Gesamt                               | Gesamt                               | 99.140  | 100  |
|                                        |                                      |                                      |         |      |
| Ungültige Stimmen                      | Ungültige Stimmen                    | Ungültige Stimmen                    | 7.549   | 7,1  |
| Wähler                                 | Wähler                               | Wähler                               | 106.689 | 87,6 |
| Wahlberechtigte                        | Wahlberechtigte                      | Wahlberechtigte                      | 121.729 |      |
|                                        |                                      |                                      |         |      |
| Quelle: Innenministerium               |                                      |                                      |         |      |

## Von 2017 bis 2020

### Wahlkreisgebiet
Der Wahlkreis umfasste Gemeinden: 

### Wahlergebnisse

#### Parlamentswahl 2018
| Kandidaten               | Kandidaten                 | Stimmen | %    | Listen                                      | Stimmen | %    |
| ------------------------ | -------------------------- | ------- | ---- | ------------------------------------------- | ------- | ---- |
|                          | Alessandro Cattaneogewählt | 76.863  | 48,0 | Lega                                        | 42.518  | 26,6 |
| Forza Italia             | Alessandro Cattaneogewählt | 76.863  | 48,0 | 26.874                                      | 16,8    |      |
| Fratelli d’Italia        | Alessandro Cattaneogewählt | 76.863  | 48,0 | 6.518                                       | 4,1     |      |
| Noi con l’Italia – UDC   | Alessandro Cattaneogewählt | 76.863  | 48,0 | 953                                         | 0,6     |      |
|                          | Chiara Scuvera             | 37.199  | 23,2 | Partito Democratico                         | 31.203  | 19,5 |
| +Europa                  | Chiara Scuvera             | 37.199  | 23,2 | 4.814                                       | 3,0     |      |
| Italia Europa Insieme    | Chiara Scuvera             | 37.199  | 23,2 | 717                                         | 0,4     |      |
| Civica Popolare          | Chiara Scuvera             | 37.199  | 23,2 | 465                                         | 0,3     |      |
|                          | Iolanda Nanni              | 35.090  | 21,9 | Movimento 5 Stelle                          | 35.090  | 21,9 |
|                          | Martina Draghi             | 4.733   | 3,0  | Liberi e Uguali                             | 4.733   | 3,0  |
|                          | Giorgia Spairani           | 2.187   | 1,4  | CasaPound Italia                            | 2.187   | 1,4  |
|                          | Raffaella Imperatrice      | 1.266   | 0,8  | Potere al Popolo!                           | 1.266   | 0,8  |
|                          | Daniela Roberta Mainardi   | 1.185   | 0,7  | Italia agli Italiani (FT – FN)              | 1.185   | 0,7  |
|                          | Stefano Bruson             | 573     | 0,4  | Il Popolo della Famiglia                    | 573     | 0,4  |
|                          | Mauro Stefano Vanetti      | 484     | 0,3  | Per una Sinistra Rivoluzionaria (SCR – PCL) | 484     | 0,3  |
|                          | Paola Varinelli            | 389     | 0,2  | 10 Volte Meglio                             | 389     | 0,2  |
|                          | Raffaella Katia Novellino  | 159     | 0,1  | Partito Repubblicano Italiano – ALA         | 159     | 0,1  |
| Gesamt                   | Gesamt                     | 160.128 | 100  |                                             | 160.128 | 100  |
|                          |                            |         |      |                                             |         |      |
| Ungültige Stimmen        | Ungültige Stimmen          | 5.558   | 3,4  |                                             |         |      |
| Wähler                   | Wähler                     | 165.686 | 75,0 |                                             |         |      |
| Wahlberechtigte          | Wahlberechtigte            | 220.946 |      |                                             |         |      |
|                          |                            |         |      |                                             |         |      |
| Quelle: Innenministerium |                            |         |      |                                             |         |      |

## Seit 2020

### Wahlkreisgebiet
| Wahlkreise – Camera dei deputati – Lombardei | Wahlkreise – Camera dei deputati – Lombardei | Wahlkreise – Camera dei deputati – Lombardei |
| Provinz                                      | Provinz                                      | Gemeinden nach Provinzen ⮞ Wahlkreis |
| -------------------------------------------- | -------------------------------------------- | --- |
|                                              | Metropolitanstadt Mailand (133 Gemeinden)    | ↳ Lombardei 1: Teil Mailands ⮞ Wahlkreis Mailand – Bande Nere Teil Mailands ⮞ Wahlkreis Mailand – Buenos Aires – Venezia Teil Mailands ⮞ Wahlkreis Mailand – Loreto 40 ⮞ Wahlkreis Rozzano 31 ⮞ Wahlkreis Legnano 33 ⮞ Wahlkreis Cologno Monzese 17 ⮞ Wahlkreis Sesto San Giovanni ↳ Lombardei 4: 11 ⮞ Wahlkreis Lodi |
|                                              | Provinz Bergamo (243 Gemeinden)              | ↳ Lombardei 2: 36 ⮞ Wahlkreis Lecco ↳ Lombardei 3: 117 ⮞ Wahlkreis Bergamo 90 ⮞ Wahlkreis Treviglio |
|                                              | Provinz Brescia (205 Gemeinden)              | ↳ Lombardei 3: 37 ⮞ Wahlkreis Brescia 46 ⮞ Wahlkreis Desenzano del Garda 112 ⮞ Wahlkreis Lumezzane ↳ Lombardei 4: 10 ⮞ Wahlkreis Cremona |
|                                              | Provinz Como (148 Gemeinden)                 | 66 ⮞ Wahlkreis Como 82 ⮞ Wahlkreis Sondrio |
|                                              | Provinz Cremona (113 Gemeinden)              | alle ⮞ Wahlkreis Cremona |
|                                              | Provinz Lecco (84 Gemeinden)                 | alle ⮞ Wahlkreis Lecco |
|                                              | Provinz Lodi (60 Gemeinden)                  | alle ⮞ Wahlkreis Lodi |
|                                              | Provinz Mantua (64 Gemeinden)                | alle ⮞ Wahlkreis Mantua |
|                                              | Provinz Monza und Brianza (55 Gemeinden)     | 30 ⮞ Wahlkreis Monza 25 ⮞ Wahlkreis Seregno |
|                                              | Provinz Pavia (186 Gemeinden)                | 157 ⮞ Wahlkreis Pavia 29 ⮞ Wahlkreis Lodi |
|                                              | Provinz Sondrio (77 Gemeinden)               | alle ⮞ Wahlkreis Sondrio |
|                                              | Provinz Varese (138 Gemeinden)               | 101 ⮞ Wahlkreis Varese 37 ⮞ Wahlkreis Busto Arsizio |

Der Wahlkreis umfasst 157 Gemeinden der Provinz Pavia.

### Wahlergebnisse

#### Parlamentswahl 2022
| Kandidaten                          | Kandidaten                 | Stimmen | %    | Listen                                                  | Stimmen | %    |
| ----------------------------------- | -------------------------- | ------- | ---- | ------------------------------------------------------- | ------- | ---- |
|                                     | Alessandro Cattaneogewählt | 126.592 | 54,8 | Fratelli d’Italia                                       | 69.633  | 30,1 |
| Lega per Salvini Premier            | Alessandro Cattaneogewählt | 126.592 | 54,8 | 31.292                                                  | 13,5    |      |
| Forza Italia                        | Alessandro Cattaneogewählt | 126.592 | 54,8 | 23.582                                                  | 10,2    |      |
| Noi Moderati                        | Alessandro Cattaneogewählt | 126.592 | 54,8 | 2.085                                                   | 0,9     |      |
|                                     | Emanuele Corsico Piccolini | 55.298  | 23,9 | Partito Democratico – Italia Democratica e Progressista | 40.822  | 17,7 |
| +Europa                             | Emanuele Corsico Piccolini | 55.298  | 23,9 | 6.985                                                   | 3,0     |      |
| Alleanza Verdi e Sinistra           | Emanuele Corsico Piccolini | 55.298  | 23,9 | 6.380                                                   | 2,8     |      |
| Impegno Civico – Centro Democratico | Emanuele Corsico Piccolini | 55.298  | 23,9 | 1.111                                                   | 0,5     |      |
|                                     | Achille Lanfranchi         | 19.543  | 8,5  | Azione – Italia Viva                                    | 19.543  | 8,5  |
|                                     | Alberto Valenti            | 17.253  | 7,5  | Movimento 5 Stelle                                      | 17.253  | 7,5  |
|                                     | Giuseppe Ravalli           | 4.776   | 2,1  | Italexit per l’Italia                                   | 4.776   | 2,1  |
|                                     | Rita Lipardi               | 2.635   | 1,1  | Unione Popolare                                         | 2.635   | 1,1  |
|                                     | Daniele Burgio             | 2.541   | 1,1  | Italia Sovrana e Popolare                               | 2.541   | 1,1  |
|                                     | Angelica Poli              | 1.493   | 0,6  | Vita                                                    | 1.493   | 0,6  |
|                                     | Angelo Mandelli            | 495     | 0,2  | Alternativa per l’Italia (PdF – Exit)                   | 495     | 0,2  |
|                                     | Sara Maria Galli           | 214     | 0,1  | Noi di Centro – Europeisti                              | 214     | 0,1  |
|                                     | Elena Fontanesi            | 180     | 0,1  | Free                                                    | 180     | 0,1  |
| Gesamt                              | Gesamt                     | 231.020 | 100  |                                                         | 231.020 | 100  |
|                                     |                            |         |      |                                                         |         |      |
| Ungültige Stimmen                   | Ungültige Stimmen          | 9.906   | 4,1  |                                                         |         |      |
| Wähler                              | Wähler                     | 240.926 | 67,3 |                                                         |         |      |
| Wahlberechtigte                     | Wahlberechtigte            | 357.963 |      |                                                         |         |      |
|                                     |                            |         |      |                                                         |         |      |
| Quelle: Innenministerium            |                            |         |      |                                                         |         |      |